# Margaretamys elegans
Margaretamys elegans је врста глодара из породице мишева (лат. Muridae).

## Распрострањење
Индонезија је једино познато природно станиште врсте.

## Станиште
Врста Margaretamys elegans има станиште на копну.

## Угроженост
Ова врста је на нижем степену опасности од изумирања, и сматра се скоро угроженим таксоном.

### Популациони тренд
Популација ове врсте се смањује, судећи по расположивим подацима.